# Bucatini

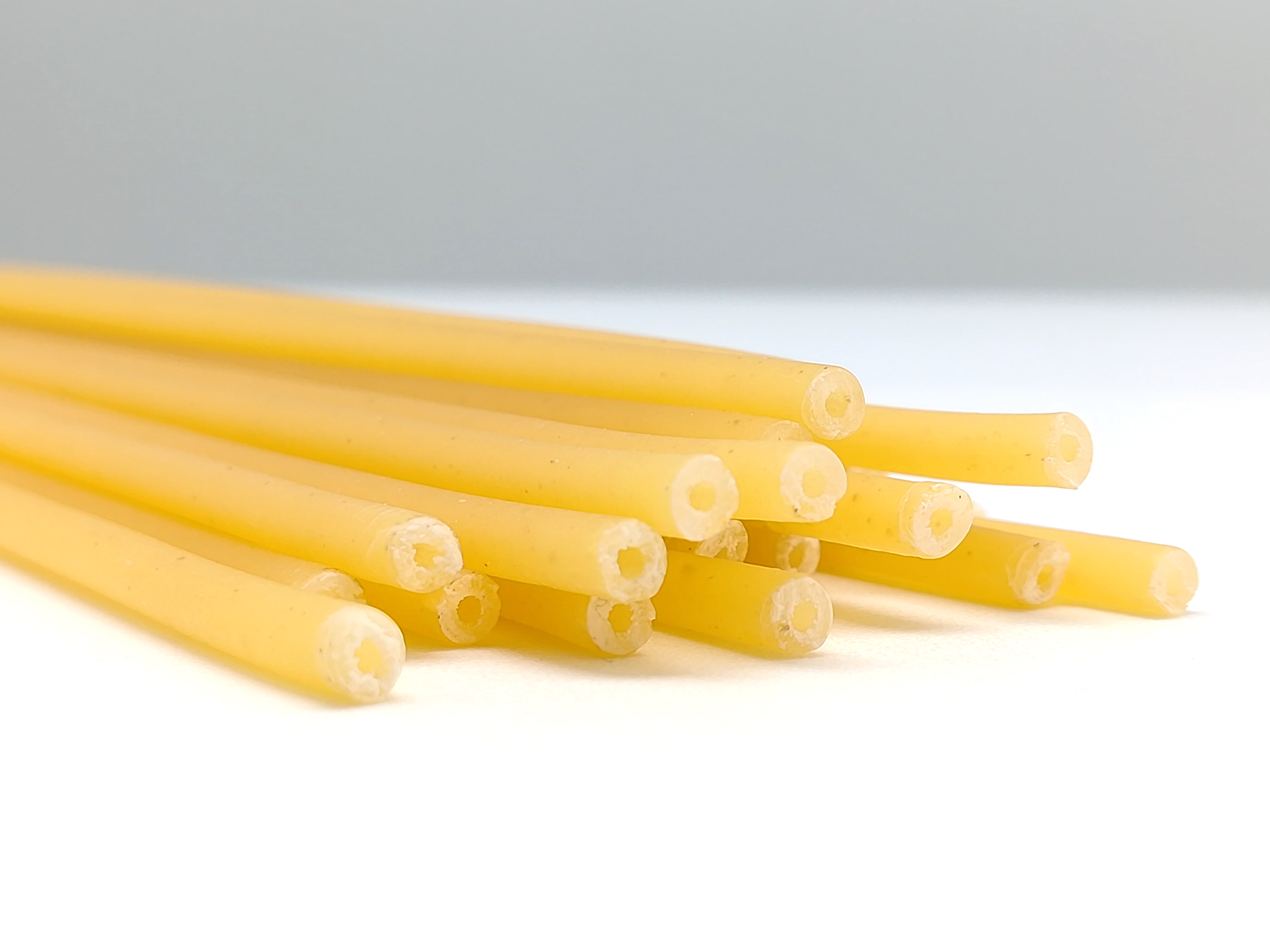
Bucatini

Bucatini (perciatelli) – makaron typowy dla kuchni włoskiej środkowych Włoch, a zwłaszcza okolic Rzymu, ale też Sycylii. Zbliżony do spaghetti, ale grubszy i z otworem na całej długości. Ma kształt elastycznych, długich (25–30 cm) rurek o średnicy ok. 3 mm. Produkowany z pszenicy typu durum. Nazwa pochodzi od włoskiego buco, czyli dziura. Najczęściej przygotowywana jest z jego udziałem Bucatini all’Amatriciana, połamany jest stosowany jako dodatek do zup.